# Абромавичюс, Айварас
Айварас Абромавичюс (лит. Aivaras Abromavičius, укр. Айварас Абромавичус; род. 21 января 1976, Вильнюс, Литовская ССР, СССР) — литовский и украинский предприниматель, совладелец и один из управляющих шведской инвестиционной компании East Capital. Бывший министр экономического развития и торговли Украины (со 2 декабря 2014 года). Перед назначением министром получил украинское гражданство.
12 июня 2019 года президент Украины Владимир Зеленский назначил Абромавичюса членом Наблюдательного совета Государственного концерна «Укроборонпром». Возглавил Наблюдательный совет «Укроборонпрома». Генеральный директор Государственного концерна «Укроборонпром» с 30 августа 2019 до 6 октября 2020 года.

## Биография
Родился в 1976 году в Вильнюсе. В 1988 году стал чемпионом СССР по баскетболу, в составе детской сборной Литвы.
В 1993 году переехал в Эстонию для поступления в международный университет «Конкордия». Первый год обучения оплатил Фонд Сороса. В последующем учился бесплатно, так как тренировал женскую и мужскую баскетбольные команды университета. Обучался в университете «Конкордия» в штате Висконсин (США).
В 1996 году стал сотрудником Hansabank (крупнейшего эстонского банка, впоследствии ставшего дочерней структурой Swedbank), в 1998 году стал директором департамента ценных бумаг этого банка.
В 1999 году переехал в Швецию для участия в проекте по интернет-брокериджу на развивающихся рынках.
В 2002 году начал работать управляющим в East Capital.
В 2005 году переехал в Москву.
В 2008 году переехал в Киев. Возглавлял киевский офис компании East Capital. На Украине компания купила на крупные суммы акции банков «Пивденный», «Надра», «Платинум».
2 декабря 2014 года был назначен на пост министра экономики Украины. Журналисты и эксперты называют Айвараса Абромавичюса одним из представителей «спецназа реформ» — команды иностранных реформаторов, которые работают на государственных должностях на Украине. Говорит на русском языке. За 1,5 года под руководством Абромавичюса была запущена система электронных публичных закупок ProZorro, которая получила много международных наград и признание. Он также начал большую реформу Государственных предприятий, которая включала обновлённый процесс назначения директоров, что позволило создать новый совет директоров Нафтогаза.
3 февраля 2016 подал в отставку с поста, из-за нежелания «быть ширмой для откровенной коррупции или подконтрольными марионетками для тех, кто хочет в стиле старой власти установить контроль над государственными деньгами», также обвинив первого заместителя главы парламентской фракции «Блок Петра Порошенко» Игоря Кононенко в блокировании работы его министерства.
4 февраля 2016 года пресс-служба Министерства экономического развития и торговли сообщила, что Айварас Абромавичюс исключает отзыв своего заявления об отставке и данное заявление является официальной позицией министра.
14 апреля 2016 года был официально отправлен в отставку вместе со вторым правительством Яценюка.
30 августа 2019 года назначен на пост генерального директора государственного концерна «Укроборонпром».
Член Межведомственной комиссии по политике военно-технического сотрудничества и экспортного контроля.
6 октября 2020 года президент Украины Владимир Зеленский своим указом №422 уволил Абромавичуса с должности генерального директора государственного концерна «Укроборонпром».

## Личная жизнь
Жена Екатерина Владимировна Рыбаченко — украинка из Донецка, генеральный директор ООО «Племенной завод „Агро-Регион“» (инвестиционный объект East Capital).
Трое детей.
Свободно владеет английским, русским, литовским языками, хорошо говорит на украинском и эстонском языке.
Увлекается современным искусством. Интересуется литовскими и украинскими художниками, организовал в Крыму пленэр 20 знаменитых украинских художников.
Открыл галерею в Гурзуфе.
В личной коллекции более 100 картин.